# Ivanovec
Ivanovec is een plaats in de gemeente Čakovec in de Kroatische provincie Međimurje. De plaats telt 2195 inwoners (2001).